# Esaro (fiume di Crotone)
L'Esaro di Crotone (per distinguerlo dall'altro corso d'acqua omonimo, sub-affluente del Crati) è un piccolo fiume della Calabria, lungo circa 20 km e con un piccolo bacino imbrifero di forma radiale ampio circa 110 km2 interamente contenuto nella provincia di Crotone. 
Secondo la leggenda, prende il nome da un giovane cacciatore morto nel tentativo di dare la caccia ad un cervo .

## Corso del fiume
Nasce dalle colline del comune di Cutro (KR) da svariati corsi d'acqua minori lunghi non più di 5 km (Vallone Sant'Anna, Acqua della Quercia, Trafinello, Tufolo, Falcosa e San Giorgio), quasi tutti confluenti ad esclusione del torrente Lamps o Papaniciaro, suo principale tributario (che fornisce il suo contributo da sinistra poco prima della foce), presso la località Stazione Isola Capo Rizzuto.
Da qui con corso stretto e ripido raggiunge in breve lo sbocco vallivo per poi andare a sfociare nel mar Ionio presso la periferia nord della città di Crotone, dopo averne lambito la zona industriale-portuale e alcuni importanti quartieri popolari.
In merito al regime delle portate, per l'Esaro sarebbe più corretta la definizione di torrente anziché fiume, in quanto corso d'acqua dalla portata media annua modestissima (0,6 m³/s che diventa praticamente nulla in estate) e dal regime estremamente torrentizio a causa delle caratteristiche geologiche dei territori su cui è interamente distribuito il suo bacino (marne e argille impermeabili) e situato a quote altimetriche collinari (max 300 m sul livello del mare nei pressi di Cutro) non sufficientemente elevate da poter garantire al corso d'acqua apporti nivali o sorgivi.
Le portate del fiume dunque sono esclusivamente dovute alle piogge e possono essere anche copiose nella stagione autunnale ed invernale, ma si esauriscono in brevissimo tempo a causa dei tempi di corrivazione del bacino rapidissimi (appena 2-3 ore dall'inizio delle piogge);
proprio tale sua ultima caratteristica rende l'Esaro estremamente pericoloso in caso di precipitazioni eccezionali in quanto soggetto a trasformarsi in brevissimo tempo in un'autentica furia di acqua e fango, come avvenne ad esempio nel novembre del 1959 o anche e soprattutto durante l'alluvione del 1996 quando dopo ore di pioggia violenta e continua (il bacino era saturo da copiose piogge dei giorni precedenti), il fiume produsse una devastante piena di oltre 1.000 m³/s che sommerse per buona parte la città di Crotone. Il fenomeno si è ripetuto il 21 e 22 novembre 2020.
Alle sue sorgenti è collocato il santuario extra-urbano di età greca di Sant'Anna, i cui reperti sono esposti e conservati presso il Museo archeologico nazionale di Crotone.